# Marie Picasso
Marie Picasso, właściwie Lilly Marie Pettersson (ur. 24 kwietnia 1979 roku w Strömsholm, Szwecja) – szwedzka piosenkarka, uczestniczka programów typu reality show i prezenterka programów telewizyjnych. Zwyciężczyni konkursu wyszukiwania talentów Idol 2007 w szwedzkiej TV4. Picasso to pseudonim artystyczny piosenkarki, wzięty od jej psa Picasso.

## Życiorys
Marie Picasso przebiła się jako piosenkarka w Niemczech na początku 2000 roku i dopiero potem zdobyła popularność w rodzinnym kraju, m.in. dzięki uczestnictwu w programie Reality show Big Brother w roku 2002. Marie Picasso prowadziła również teleturniej Game-On w szwedzkiej TV400.
W 2007 roku Marie Picasso uczestniczyła w konkursie wyszukiwania talentów Idol 2007 w szwedzkiej TV 4 i wygrała w finale w hali Globen w Sztokholmie z Amandą Jenssen, otrzymując 51,3% głosów. Zwycięska piosenka, This Moment została wydana na płycie w grudniu 2007 roku i stała się jej pierwszym wielkim przebojem, podobnie jak i album The Secret.

## Dyskografia

### Albumy
- 2007 - The Secret

### Single
- 2000 - Do It Again
- 2001 - Tell The World
- 2007 - Flashdance... What a Feeling
- 2007 - This Moment